# Caunette-sur-Lauquet
Caunette-sur-Lauquet is een gemeente in het Franse departement Aude (regio Occitanie) en telt 6 inwoners (2009). De oppervlakte bedraagt 4,97 km², de bevolkingsdichtheid is dus 1,2 inwoners per km².

## Geografie

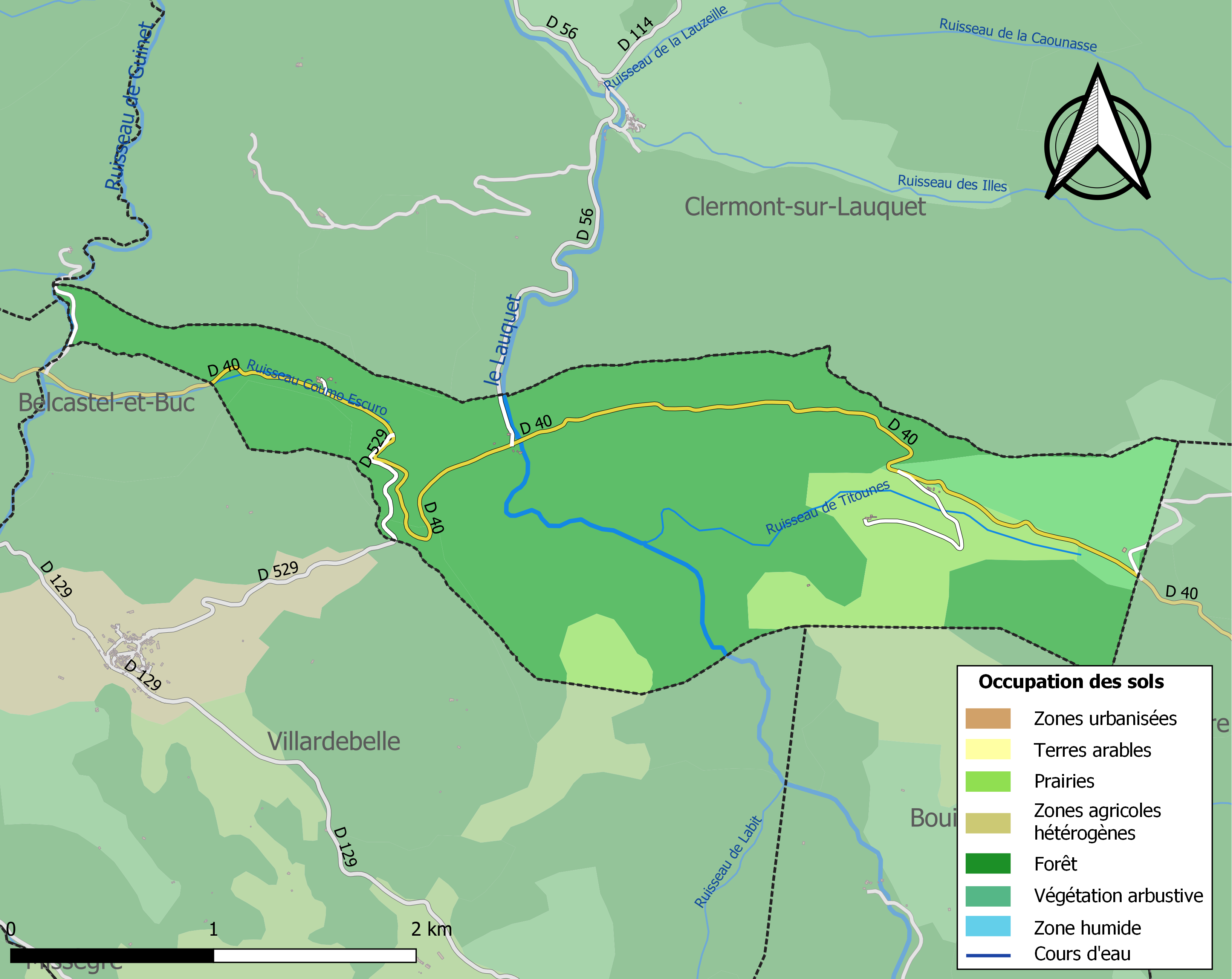
Kaart van de gemeente met de belangrijkste infrastructuur, bodemgebruik en omliggende gemeenten

## Demografie
Onderstaande figuur toont het verloop van het inwonertal (bron: INSEE-tellingen).

Vanwege een beveiligingsprobleem met de MediaWiki Graph-software is het momenteel niet mogelijk deze grafiek weer te geven. Zodra de software is bijgewerkt zal de grafiek vanzelf weer zichtbaar worden.
1. ↑  Populations de référence 2022.